# Batalla de Giarabub
La batalla de Giarabub (hoy Al Jaghbub) en Libia, fue un enfrentamiento entre fuerzas de la Mancomunidad de Naciones y la Italia fascista en la Campaña del Desierto Occidental durante la Segunda Guerra Mundial. Después de la Operazione E, la invasión de Libia por el Décimo Ejército (9-16 de setiembre de 1940), la Operación Compass (9-16 de diciembre de 1940) a cargo de la Western Desert Force, la batalla de Sidi Barrani y la persecución del Décimo Ejército en la Cirenaíca, la posición fortificada italiana en el oasis de Al Jaghbub fue sitiada por partes de la 6.ª División australiana.
El 6.º Regimiento de Caballería australiano inició el sitio en diciembre de 1940 y aisló el oasis, dejando a la guarnición italiana dependiendo de la Regia Aeronautica para su avituallamiento. El reabastecimiento aéreo demostró ser insuficiente y el hambre hizo desertar a muchos soldados coloniales. Después de ser reforzado por el 2/9.º Batallón australiano y una batería del 4th Royal Horse Artillery, los australianos atacaron Giarabub el 17 de marzo de 1941 y la guarnición italiana se rindió el 21 de marzo.

## Trasfondo

### Giarabub
Giarabub es un oasis en el Desierto Líbico, a 320 km al sur de Bardia y a 65 km al oeste de la frontera con Egipto. Al sur se encuentra el Gran Mar de Arena del desierto del Sahara y el pueblo está en el extremo occidental de una serie de marismas salobres que se extienden hasta la frontera egipcia. Giarabub es el más occidental de una serie de oasis sobre el límite del Sahara que se adentran en Egipto. En 1940, era el puesto de frontera italiano más meridional a lo largo de la frontera con Egipto.
Giarabub era una guarnición italiana desde 1925, después de ser cedido a la Libia italiana por los británicos. En 1940, la guarnición estaba formada por 1.350 soldados italianos y 750 soldados coloniales libios, distribuidos en cuatro compañías de guardias fronterizos, cinco de infantería libia, un pelotón de ingenieros libios, una compañía de artillería con 14 Cannone da 47/32 M35 de 47 mm, 4 Cannone da 77/28 de 76,5 mm y 16 Scotti-Isotta-Fraschini 20/70 de 20 mm, ingenieros de comunicaciones, un hospital de campaña y una sección de suministro al mando del Mayor Salvatore Castagna. Los barrancos y cauces fueron atrincherados, mientras que la aldea fue rodeada con una alambrada. Giarabub estaba al final de una larga línea de abastecimiento, una situación agravada por la falta de vehículos; al Ejército italiano le faltaba la movilidad necesaria para mantener guarniciones combatiendo al enemigo, por lo que solo podía enviar una pequeña cantidad de pertrechos por vía aérea.

### 6.ª División Australiana de Caballería
El 2 de diciembre de 1940, el Escuadrón B del 6.º Regimiento de Caballería de la 6.ª División australiana de la Segunda Fuerza Imperial Australiana, fue enviado por la Western Desert Force al oasis de Siwa en Egipto, a unos 65 km al este de Giarabub, para apoyar a una fuerza británica que había estado allí desde setiembre. El 6.º Regimiento de Caballería debía estar equipado con tanques ligeros Vickers y transportes blindados de personal Universal Carrier, pero pocos estaban disponibles y aquellos demostraron ser mecánicamente poco fiables en el desierto. Un escuadrón obtuvo los vehículos blindados, mientras que los escuadrones B y C fueron equipados con camiones de 750 kg y 1,5 t.
El 11 de diciembre, después de una semana de patrullas, el Escuadrón B realizó una incursión en Garn-el-Grein, a 65 km al norte de Giarabub. Los australianos fueron superados y se retiraron cuando llegó la infantería italiana en camiones y aterrizaron tres aviones italianos. El 14 de diciembre, el Escuadrón B emboscó y destruyó un convoy cerca del Forte Maddalena. Los australianos patrullaron para reconocer y aislar Giarabub, que estaba preparado para un ataque. El 31 de diciembre, el 6.º Regimiento de Caballería tuvo sus primeras bajas cuando una patrulla fue obligada a retirarse al ser atacada con disparos de artillería, con dos hombres muertos y tres vehículos destruidos.

## Preludio

### Sitio

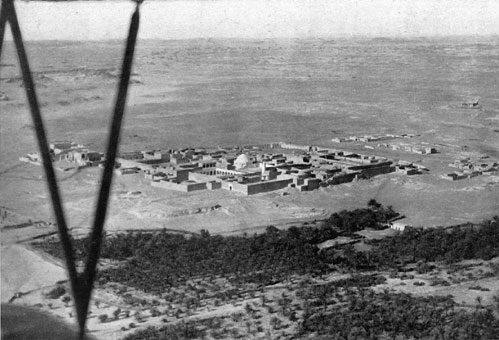
Fotografía aérea italiana del oasis de Giarabub en 1941.

El 20 de diciembre, el Escuadrón C llevó a cabo un reconocimiento en secreto de las defensas exteriores de Giarabub. El 24 de diciembre, una parte del Escuadrón B atacó y capturó una posición en Ain Melfa, en el extremo oriental de las marismas salobres de Giarabub. Melfa se convirtió en una posición avanzada. Con la captura de El Qasibeya, al suroeste de las marismas, los australianos dominaban el extremo occidental del área. El 25 de diciembre, un reconocimiento en fuerza del Escuadrón C fue repelido con disparos de artillería y ataques aéreos. En la noche siguiente, la incursión en un emplazamiento artillero italiano fue obligada a retirarse al ser detectada; un hombre fue capturado. El 8 de enero de 1941, un convoy de suministros fue destruido por la Royal Air Force cerca de Giarabub. Este fue el último intento italiano de reabastecer el oasis por tierra, después de la derrota del Décimo Ejército en la Operación Compass y la retirada de la Cirenaíca.
La Regia Aeronautica efectuó varios intentos de reabastecer el oasis por vía aérea, pero el 4 de enero, cuatro cañones de 25 libras llegaron a Siwa; el 9 de enero, los cañones bombardearon la pista de aterrizaje de Giarabub, dañando un avión de transporte y destruyendo dos cañones de campaña. Los suministros lanzados en paracaídas eran insuficientes para alimentar a la guarnición. Los soldados coloniales libios empezaron a abandonar sus puestos y para finales de febrero, 620 habían sido capturados; los soldados italianos continuaron resistiendo. El 6.º Regimiento de Caballería había observado y acosado a los defensores del oasis, pero no tenía la fuerza necesaria para atacar la posición. La RAF instaló un aeródromo de primera línea más allá de Siwa, pero la falta de aviones hizo que fuera redundante. Los italianos continuaron lanzando en paracaídas pequeñas cantidades de suministros, pero las raciones para la guarnición fueron drásticamente reducidas.

### Preparativos de la ofensiva británica
Al Brigadier-General George Wootten, comandante de la 18.ª Brigada de Infantería australiana de la 6.ª División australiana, se le ordenó tomar Giarabub, pero una falta de medios de transporte restringió la operación a un batallón reforzado, que tenía que terminar el sitio en diez días. La Fuerza Wootten fue formada por el 2/9.º Batallón de Infantería australiano, reforzado por una compañía de infantería, un pelotón de morteros, un pelotón de ametralladoras, un pelotón antiaéreo y una batería del 4th Royal Horse Artillery con 12 cañones de 25 libras. La Fuerza Wootten no tenía apoyo aéreo ni tanques, además de una limitada cantidad de municiones. Los australianos reconocieron las defensas de Giarabub el 12 y el 16 de marzo, encontrando un sendero a través de las marismas del sur y una brecha en la alambrada de la frontera lo suficientemente grande para permitir el paso de vehículos. Una fuerza italiana en camiones trató de flanquear al grupo de reconocimiento, pero fue repelida por la artillería.
Las alturas al sur del pueblo fueron consideradas cruciales para la defensa italiana, por lo cual se le ordenó al Escuadrón B tomar el puesto de observación italiano (más tarde llamado Wootten House) y avanzar hacia el noroeste por el sendero en dirección a Giarabub. El Escuadrón B capturó Wootten House a las 6:00 a. m. del 17 de marzo sin encontrar resistencia, para luego emboscar dos camiones, donde murieron dos italianos, tres resultaron heridos y 15 fueron capturados (un oficial italiano ofreció voluntariamente información sobre las defensas del oasis). El escuadrón avanzó 7 km y capturó Daly House, el último puesto antes de Giarabub. Los australianos fueron obligados a retirarse por los disparos de artillería y el puesto fue reocupado por los italianos, que utilizaron los cañones Breda emplazados allí para mantener a distancia a los australianos. El 19 de marzo, Wootten ordenó a dos compañías que ataquen a lo largo del sendero del sur para recapturar Daly House y empujar a los italianos hasta la última línea de las defensas principales de Giarabub, a fin de ganar una buena posición inicial para atacar las alturas del sur. Dos cañones de 25 libras fueron arrastrados a través de las marismas detrás de la infantería en dirección a Daly House, en medio de fuego pesado, que retrasó a los atacantes hasta las 3:00 p. m.
El puesto estaba desocupado y los disparos de artillería y ametralladoras desde el pueblo eran imprecisos. Los australianos avanzaron y ocuparon los Altos de Tamma al sureste del oasis con poca resistencia; el Pelotón 13 fue enviado a Ship Hill en el extremo oriental de las alturas, para ofrecer fuego de apoyo, mientas que los otros dos pelotones avanzaban hacia el pueblo. Al anochecer, habían llegado al ángulo sur, donde la arena había cubierto la alambrada. Dos secciones avanzaron en la posición italiana y descubrieron que el Puesto 42 había sido abandonado. Hasta la llegada del Pelotón 10, el grupo ocupó el Puesto 36 y a las 2:00 a. m. los italianos contraatacaron, obligando a retirarse a los australianos, que tuvieron tres heridos y dos hombres capturados. Para la mañana del 20 de marzo, se había decidió efectuar el ataque principal en aquella área; apoyando las operaciones, una demostración de la caballería hacia el norte logró capturar el Puesto 76 en Brigadiers Hill por la Compañía D del 2/10.º Batallón, que aseguró el flanco del ataque y dejó en duda a los italianos sobre la dirección del ataque principal.

### Plan de ataque
Dos compañías del 2/9.º Batallón irían al ataque, apoyadas por disparos de los morteros y ametralladoras de Ship Hill y la batería del 4th Royal Horse Artillery. El ataque debía capturar el reducto meridional y luego las otras dos compañías atacarían a lo largo de los flancos del reducto, con la Compañía D del 2/10.º Batallón australiano avanzando desde Brigadiers Hill para abrir un sendero a través de la marisma y acortar la ruta de abastecimiento. La caballería montaría un ataque subsidiario desde el norte, bajando por Pipsqueak Valley, para capturar el aeródromo. Se desató una tormenta de arena que enarenó las armas, que tuvieron que ser limpiadas. La tormenta cesó en la tarde, pero fue suficiente para ocultar la disposición de los australianos. Se intercambiaron disparos y desde Ship Hill, los ametralladoristas australianos podían atacar las defensas italianas alrededor del oasis, eliminando varias de estas. Un francotirador italiano acosó los emplazamientos de las ametralladoras, pero sin éxito.
Las patrullas avanzaron al anochecer para observar las posiciones italianas y asegurarse que estos no tratarían de huir. Una patrulla italiana se encontró con un puesto de escucha australiano, pero se retiró cuando abrieron fuego. Los australianos encontraron a los italianos del reducto "muy nerviosos", disparando y lanzando granadas a la oscuridad, para luego retirarse a fin de iniciar el ataque. La Hora Cero fue fijada a las 5:15 a. m., cuando la Compañía A atacaría el flanco derecho, en el flanco izquierdo la Compañía C avanzaría hacia cuatro montículos en el borde del reducto. Una vez capturado, la Compañía A tomaría el quinto montículo un poco más atrás. Los doce cañones de la batería del 4th Royal Horse Artillery abrirían fuego sobre los objetivos iniciales, para luego abrir fuego sobre el objetivo secundario; las ametralladoras y morteros de Ship Hill ofrecerían fuego de apoyo una vez que la infantería avance.

## Batalla
Antes de la Hora Cero, las principales compañías se formaban mientras se desataba otra tormenta de arena. La Compañía A avanzó hasta 50 m de la alambrada y fue bombardeada por los artilleros británicos, que habían subestimado el fuerte viento y calcularon mal el alcance. El bombardeo cortó la línea telefónica del observador avanzado a la batería, lo cual retrasó el ajuste del alcance (los proyectiles también cayeron en Ship Hill, causando una baja). Murieron 12 hombres de la Compañía A y 20 resultaron heridos; los sobrevivientes se reorganizaron y continuaron el ataque. La Compañía C descubrió que el cable había sido cortado y avanzó hacia el primer objetivo. Los italianos parecían demasiado asombrados por el bombardeo como para ofrecer mucha resistencia, por lo cual los australianos alcanzaron rápidamente la primera línea de montículos.
Los australianos usaron muchas granadas de mano para limpiar casamatas y se les agotaron. Aparentemente, a algunos australianos se les ordenó no capturar prisioneros y eran reacios a avanzar, cuando estuvo claro que pocos italianos pensaban rendirse. A los australianos se les ordenó animar a los italianos a rendirse y para las 7:26 a. m., el 2/9.º Batallón había ocupado los primeros cuatro montículos. Debido al bombardeo accidental de la Compañía A, un pelotón de la Compañía D (la reserva del batallón) fue enviado para apoyarlos en el asalto. Los defensores italianos se reagruparon, un cañón de montaña en el último montículo y las posiciones italianas alrededor del fuerte y el área agrícola abrieron fuego, repeliendo a un pelotón australiano que trataba de cruzar las planicies para entrar en el pueblo. El fuego de morteros y ametralladoras de Ship Hill y el del destacamento de ametralladoras de la Compañía A, cubrió a los australianos mientras capturaban el quinto montículo, poco después de las 9:00 a. m.
Los prisioneros dijeron que la guarnición no había comido en dos días o noches. La Compañía B avanzó en el flanco izquierdo y recuperó la comunicación con el Cuartel General del batallón a las 10:00 a. m. En el norte, la diversión de la caballería bajando por Pipsqueak Valley en dirección al aeródromo empezó a las 6:15 a. m., una hora después de iniciado el ataque contra el reducto meridional. Los escuadrones B y C avanzaron para ocupar las alturas en ambos lados del valle, con poca resistencia italiana, a excepción del punto Egbert, que fue bombardeado y sobrepasado. Para las 9:00 a. m., la caballería estaba en su primer objetivo, una línea este-oeste que atravesaba Egbert. La Compañía D avanzó a través del área agrícola al noreste del reducto en dirección al pueblo, pero un campo de minas observado previamente por la tripulación de un Westland Lysander de la RAF, los retrasó hasta que terminaron de limpiarlo. A las 11:25 a. m., el 2/9.º Batallón entró en el pueblo y encontró la mezquita intacta. Para el mediodía, los australianos habían entrado al fuerte y terminaron el sitio. Dos días después, los australianos se retiraron de Giarabub a causa del avance ítalo-alemán en El-Aghelia.

## Resultado

### Análisis
El 17 de marzo, Erwin Rommel felicitó a la guarnición por su defensa y prometió que serían apoyados; el 24 de marzo, fuerzas ítalo-alemanas ocuparon El-Aghelia.
La resistencia de los soldados italianos fue muy celebrada por el régimen fascista, a tal punto que se compuso una canción y se rodó una película, aunque en ella al final no aparece la rendición, sino el sacrificio heroico de toda la guarnición (Giarabub - Goffredo Alessandrini (1942)). Las fuerzas italianas y de la Mancomunidad de Naciones lucharon por tres meses en el límite del Sahara, con grandes variaciones de temperatura, tormentas de arena y una escasez de agua y alimentos para los defensores. Las diferencias en calidad técnica, liderazgo, entrenamiento y abastecimiento pusieron a los italianos en una desventaja permanente. Los australianos dejaron atrás un equipo de recuperación y se retiraron del oasis al día siguiente, poco antes de la Operación Sonnenblume (24 de marzo-9 de abril), una contraofensiva ítalo-alemana que recapturó la Cirenaíca. Unas semanas después, la 18.ª Brigada de Infantería australiana tomaba parte en el largo Sitio de Tobruk; el 6.º Regimiento de Caballería fue enviado al este y tomó parte en la Operación Exporter (8 de junio-14 de julio de 1941), la invasión británica de Siria y Líbano. Giarabub perdió su importancia táctica y pasó a ser una posición secundaria, llegando a servir como puesto de entrenamiento para la Desert Air Force.

### Bajas
En el asalto final, el 2/9.º Batallón tuvo 17 muertos y 77 heridos, mientras que los italianos tuvieron 250 muertos y 1.300 prisioneros y perdieron 26 cañones de campaña.